# Glenn Quagmire
Glenn Quagmire, a menudo siendo llamado solamente por su apellido, es un personaje ficticio de la serie animada Padre de familia, es conocido por su promiscuidad y su hipersexualidad. Trabaja como piloto aéreo en la aerolínea comercial Transnational, anteriormente fue alférez en la marina. Quagmire es vecino y amigo de la familia Griffin. En la versión original es doblado por Seth MacFarlane.
MacFarlane ha descrito a Quagmire como "un espantoso ser humano que vive como si estuviera en la época del rat pack." basado en el anacronismo típico sobre los clichés de las fiestas salvajes de los años 50. Peter lo describe como un "ninfómano sin corazón".

## Coletillas
Quagmire ha usado en varias ocasiones algunas coletillas cuando habla, como Giggity giggity goo (Toma, toma, toma en España) y All right (Genial). En ambas a menudo indican la percepción de una oportunidad o una situación sexual; esas exclamaciones vienen acompañadas de un movimiento hacia delante y atrás con la cabeza. Otra coletilla suya es Oh! Utilizada de manera arrogante ante un logro, normalmente acompañado de un movimiento pélvico hacia adelante y atrás.

## Ética moral y comportamiento sexual

### Hipersexualidad
La mayor parte de los argumentos de los episodios y chistes sobre Quagmire lo muestran con su actitud pornográfica y su comportamiento sexual, en algunos gags, incluso se sugiere que es un agresor sexual, su fetichismo por los pies se ha referenciado en varios episodios. En un episodio se revela que siente cierta atracción sexual hacia su madre, tampoco le hace asco alguno al hecho de acostarse con una mujer muerta, como evidencia, su difunta esposa Joan cuando le pidió a la muerte que le dejara el cuerpo "unos minutos". En una ocasión, mientras estaba en alta mar con Peter, Joe y Cleveland, confiesa haber tenido relaciones sexuales de lo más extravagantes, ejemplos: estrangular a un inmigrante ilegal en una ferretería mientras se masturba, tener sexo con un mono araña mientras recita el juramento a la bandera. Dejando de lado esos excesos, Quagmire encuentra la excitación en situaciones banales incluyendo un sexual innuendo en sus diálogos, una vez explicó a sus amigos en el bar cuando se vio con dos gemelas sin techo que vivían bajo el puente mientras Peter le tapaba las orejas a Stewie para que no pudiera escuchar, aun así mientras explica su historia empieza a hacer bastante teatro, tras acabar les dice que su mano derecha fue la causante de todo, Stewie grita de terror cuando Quagmire le hace el juego de "te he quitado tu nariz" precisamente con la misma mano derecha. Quagmire también es conocido por su extremo comportamiento depredador, como drogar las copas de las chicas con las que tiene una cita.

### Problemas con el vecindario
Quagmire tiene una obsesión con Lois, con la que le gustaría tener un rato sin que su mejor amigo se entere, hasta que Peter se entera en el episodio "Llamada por Equivocación" continuamente suele acosarla, en un episodio se revela que tiene fotos suyas pegadas en el armario, también suele rebuscar en los cubos de la basura cuando ve que Lois se está cortando las uñas de los pies, cosa que a Peter no parece gustarle cuando este le dice que rebuscando en la basura se encontró una invitación para la reunión de viejos alumnos de su instituto, en Blind Ambition estuvo a punto de ser expulsado del vecindario cuando este espió a Lois en los aseos femeninos de la bolera, Peter y sus amigos convencieron a sus respectivas mujeres de que le dieran una segunda oportunidad para cambiar su parecer, es muy similar a Moe Szyslak con Marge Simpson en ese sentido. Tras una terapia de choque consiguieron calmarle su apetito sexual. En The Cleveland-Loretta Quagmire se acuesta con Loretta, la mujer de Cleveland. La cosa pinta bien para él hasta que Peter y Brian alarmados por los alaridos en la casa de Cleveland se encuentran a su mujer teniendo relaciones con un hombre blanco, todos los vecinos se llevan una desagradable sorpresa cuando Peter les cuenta que han pillado a Loretta con un amante mientras Quagmire intenta disimular, al final es descubierto por Peter gracias a un tatuaje que tenía él en su nalga, la amistad entre él y Cleveland se pone en entre dicho cuando furioso intenta agredirle con un bate de béisbol ante las miradas aterradas de los Griffin, hasta que Cleveland recapacita y le perdona a Quagmire, aunque la infidelidad provoca la ruptura del matrimonio Brown, al final del episodio Quagmire se ofrece en un combate de boxeo al estilo Rocky III entre Rocky y Apolo.

### Moralidad
A pesar de todo lo mencionado en la primera sección, Quagmire no carece completamente de ética moral. Se preocupó por ayudar y aconsejar a Meg Griffin quien había desarrollado una atracción enfermiza por Brian, tiempo atrás, Loretta Brown (actualmente la ex de Cleveland) le sugiere tener un affaire a espaldas de su marido, a pesar de mantenerse distante en un principio por tratarse de la mujer de su mejor amigo, aunque al final no resiste sus impulsos y accede a tener sexo con ella. Su moral no llega a considerarse estupro, a menudo le pregunta a Meg si ya ha cumplido los 18 años. No obstante, al igual que los predecesores del Rat Pack, es amante de lo tradicional, incluso apoyando el rol masculino conservador mientras mantiene sus abigarradas actividades hipersexuales. Es contrario a la homosexualidad, rechazando por ejemplo firmar una petición que derogue la ley de prohibición de las bodas entre homosexuales. Esto lleva a realizar varios gags sobre la homofobia y la confusión que dan los transexuales, como tener revistas de Taylor Hanson que Quagmire piensa que es una mujer atractiva hasta que sus amigos le dicen que es un hombre, al final acaba horrorizado cuando dice tener todas sus revistas, también llegó a tener sexo con un filipino cuando se creía que era una mujer filipina. Quagmire también demostró tener un lado protector hacia su familia, como en el episodio "Screams of Silence: The Story of Brenda Q", en el que defendió a su hermana de su novio maltratador, Jeffery Fecalman, a quien Quagmire asesinó en represalia.

## Hijos
Hasta la fecha, Quagmire tiene 5 hijos, de los cuales solo se conoce el nombre de uno de ellos, una bebé rechazada por su madre, la cual se deshizo de ella abandonándola frente a su casa acompañada de una nota en la que pide que se encargue de ella de igual modo que tuvo que criarla, acto seguido le recrimina el no haberse puesto un preservativo (Quagmire's Baby). Quagmire, para poder ocuparse de la niña, a la que pone de nombre Anna Leeigh (Anna Lee para abreviar), cuenta en todo momento con la ayuda de sus vecinos, Joe, Peter y Lois. Sin embargo, el retoño supone un cambio difícil en la vida ya que se ve obligado hasta a renunciar a su vida sexual. Finalmente decide seguir el consejo de sus amigos y darla en adopción, pero no puede evitar el echarla de menos cuando admite quererla y decide recuperarla hasta que cambia de idea al verla con sus nuevos padres de acogida. 
En cuanto a hijos varones y debido a su profesión, Quagmire tiene hijos por el mundo, entre ellos uno reside en Madrid, España, el cual está casado y tiene los mismos arquetipos de su padre (Peter's Got Woods), y otros tres más pequeños, de los cuales uno es mexicano y otro padece de retraso mental.

## Apariencia
Quagmire es blanco con color de pelo moreno con cabellos cortos y rizados, en la zona de la raya tiene una diminuta entrada, es de complexión delgada, su aspecto facial es la de una mandíbula enorme y un mentón muy pronunciado además de una larga nariz. La estructura de su cráneo (sin contar su nariz) y cabello moreno es similar al aspecto físico de Stan Smith de American Dad. Casi siempre se le ha visto vestido con una camiseta hawaiana con flores amarillas estampadas, pantalones vaqueros y zapatos marrones, de ropa interior se le ha visto unos calzoncillos de leopardo. También ha aparecido con un esmoquin color azul y una corbata de lazo. Aun así se le conoce por su camiseta hawaiana.
El hogar de Quagmire sigue la estética retro con un estilo reminiscente que recuerda a los años 50 y 60. En el episodio The Cleveland-Loretta Quagmire se revela que en cada parte de su casa hay escondidas varias camas secretas y que Quagmire conserva su número de teléfono en la nalga derecha.

## Origen de su nombre
La palabra "Quagmire" se refiere a un grupo de matorrales que crecen con facilidad en determinadas zonas áridas (como en las arenas movedizas) y una situación de la que es difícil escapar. En el episodio The Cleveland-Loretta Quagmire se recurre al segundo significado cuando trata de la infidelidad, en Tales of a Third Grade Nothing, Quagmire pretende hacerse pasar por el padre de Peter para sacarlo de una clase en la que estaba pero acaba encontrándose a tres niños totalmente idénticos a él, quienes posiblemente puedan ser sus hijos.

## Trabajo
Quagmire trabaja como piloto de una aerolínea comercial. En los episodios Love Thy Trophy y I Never Met the Dead Man Quagmire hace mención de su trabajo en los diálogos, en The Thin White Line se le muestra con el uniforme de piloto. También usa sus influencias para tener aún más de cerca a Lois, Quagmire enchufó a la mujer de su amigo. En Airport '07 los televidentes pueden ver el cargo que desempeña como capitán de vuelo de un Boeing 767, en ese episodio Peter estuvo a punto de provocar una tragedia aérea cuando le quitó al avión que estaba repostando la manguera del combustible para intentar hacer volar un Pickup, la pericia de Quagmire evitó una tragedia a nivel nacional pero las responsabilidades cayeron sobre él, sin trabajo y sin casa, Lois le obliga a Peter ayudarle a buscar faena harta de que al no tener casa tampoco gorronee en la suya. Las ocupaciones son hacer de niñera de Joe donde aparece cambiándole un pañal para disgusto de Joe que le pide ayuda para suicidarse, o navegante en la Enterprise de Star Trek, al final Quagmire recupera su trabajo tras salvar la vida de sus amigos cuando estos habían secuestrado el avión con la intención de que Quagmire recuperara su empleo (se supone que Quagmire estaría con los pasajeros) desde tierra.
Al principio no fue piloto, sino estuvo alistado en la base naval americana como alférez, allí conoció a Peter cuando Carter Pewterschmidt lo tiró en medio del océano.
También tuvo un programa de televisión en la cadena de Peter en el episodio PTV.

## Who else but Quagmire?
Quagmire dispone de su propia banda sonora y sketch, como se puede ver en los episodios Breaking Out Is Hard to Do y Airport '07 (este último solo disponible en DVD). El tema musical ha sonado en los mencionados episodios, el cual suele venir tras un chiste sexual de Quagmire, acto seguido un presentador con bigote (voz de Danny Smith) dice Solo podía ser Quagmire (Who else but Quagmire) enseguida sale la secuencia de salida en la que aparece su cara por toda la pantalla y cambiando de colores, mientras los cantantes del estudio cantan el tema de inicio junto a Quagmire que se encarga de cantar/hablar la última frase.
He's Quagmire, Quagmire
You never really know what he's gonna do next
He's Quagmire, Quagmire
Giggity giggity giggity giggity, let's have sex!
Es Quagmire, Quagmire
Nunca vas a saber lo que hará después
Es Quagmire, Quagmire
Toma, toma, toma conmigo acuéstate!
Es entonces que la secuencia de inicio corta hacia una escena totalmente seria, Quagmire se encarga de hacer un acto escandaloso para sorpresa y disgusto de los asistentes, bien en una lujosa cena o en el funeral de una joven que ha fallecido virgen (hasta ahora se han mostrado esas dos escenas). Durante la escena de la cena, aparece vestido como camarero mientras el anfitrión desea que nada arruine la cena, de repente Quagmire se arranca la ropa quedándose en ropa interior y bailando encima de la mesa. Durante el funeral, aparece el sacerdote oficiando la misa donde dice que la chica fallecida es virgen, de pronto irrumpe Quagmire del propio féretro dando a entender que acaba de tener sexo con la fallecida (lo que le hizo perder la virginidad póstuma).
Los créditos finales se muestra casi idéntico que el principio salvo que el ending es más corto
He's Quagmire, Quagmire
Giggity giggity goo!
Es Quagmire, Quagmire
Toma, toma, toma (o toma, toma soy yo)
El tema de la canción se ha hecho muy popular en internet.

## Situaciones que Quagmire ha hecho para estar con una mujer
- Oportunismo

De sobra es conocido su atracción por Lois Griffin, después de separarse temporalmente por los celos de su marido (consejo del consejero matrimonial). Quagmire llamó a su casa preguntando por Peter, cuando le dice que se han separado por problemas maritales y que les han recomendado salir con otras personas, de inmediato Quagmire le pide salir, Lois accede ir por seguir las indicaciones del médico diciendo que siempre es mejor salir con él (refiriéndose a Quagmire) que con un Pervertido sexual (lanzando de este modo una indirecta).
En Meet the Quagmires, Peter después de viajar al pasado y cancelar su cita con Lois para desmadrarse junto a Cleveland ven a Quagmire (los años 80) que se prepara para una cita, Peter desconoce que esa cita es con Lois, cuando vuelve al presente se entera de que su mujer está casada con Quagmire.
En Big Man on Hippocampus, tras perder la memoria, Peter empieza a salir con otras mujeres para disgusto de Lois, quien acaba por abandonarle con el corazón roto llevándose consigo a sus hijos, entonces Quagmire aprovecha que Lois y Peter ya no están juntos para ligarse a Lois, tras invitarla a una grata velada en su casa, este consigue que la mujer caiga rendida a sus brazos, pero una vez en la cama cuando están a punto de acostarse, Lois le dice unas palabras que le calan hondo: "Eres un amigo en el que puedo confiar" por lo que al final un sentimiento de culpa le invade y pierde la concentración además de producirle una disfunción eréctil
- Ir a un concurso:

En un competición en la que ganó Brian. Quagmire sedó a la mujer tras echar una pastilla dentro de la copa de champán y aprovechó para intentar "tirársela", pero al percatarse de la presencia de cámaras (era un reality show) dejó el cuerpo inconsciente en la entrada y tomó solo una de las sandalias de la mujer.
- Casarse:

Se enamoró de la criada de Peter, (posiblemente la primera vez que estuvo enamorado) hasta que se dio cuenta de que estaba loca, cuando le sugirió divorciarse, esta amenazó con cortarse las venas
- Convencimiento en un bar:

Es el recurso más trillado de su repertorio. Siendo una especie de conquistador subdesarrollado, llega incluso a querer ligar (por error) con un travestí.
En un bar de lesbianas tras ver a dos chicas morreándose, este les sugiere hacer un trío, salió del bar con un puñetazo.
Intentó ligar con una mujer a pesar de que estaba junto a su marido, aun así y a pesar de los golpes recibidos no se rinde.
- Como ayuda

Después de perder la custodia de Stewie, Lois y los vecinos se ponen de acuerdo para recuperar al niño, Quagmire averigua la dirección de los padres de acogida al acostarse con la asistenta de servicios sociales, al final del episodio cuando esta le pregunta a qué se dedica, Quagmire le responde con un "y tu por qué sigues aquí?.
Lois quiere vengarse de DeMicco por lo que le hizo a su hija (tirarle carne podrida), pero visto que Meg no está por la labor de colaborar, recurre a la ayuda de un "viejo amigo" para darle una lección, Meg vuelve a ser humillada en la fiesta de cumpleaños de DeMicco, Lois la consuela diciendo que tenía pensado un plan alternativo en caso de que se echara atrás, Quagmire aparece acto seguido preguntando a DeMicco su edad, cuando ésta le dice 16, éste entiende 18 para acosarla.
Cuando Lois se presentó a la alcaldía y visto que la mujer iba detrás en las encuestas, Peter pide ayuda a sus amigos, Quagmire decide acostarse con todas las mujeres de Quahog para conseguir el voto femenino hasta tal punto de que solo le quedó un espermatozoide solo y asustado.
Después de presentarse Loretta para hacer las paces con Cleveland, Lois y Peter intentan evitar que la ex de Cleveland le vuelva a engañar, Peter le pide que tenga rollo con Loretta una vez más, a pesar de todo no lo consigue ya que le suelta un puñetazo en toda la cara.
- Piña sedada

Quagmire usa trucos sucios, como los de drogar a las chicas de sus citas para aprovecharse de ellas, normalmente pide una piña colada con sedantes para su acompañante.
- Datos: Q1067868